# 大野屋惣八
大野屋 惣八（おおのや そうはち）は、江戸時代後期から明治時代にかけて名古屋長島町（現在の錦二丁目）に存在した貸本屋・出版業、またその主人。通称、大惣もしくは大総（だいそう）。

## 概要

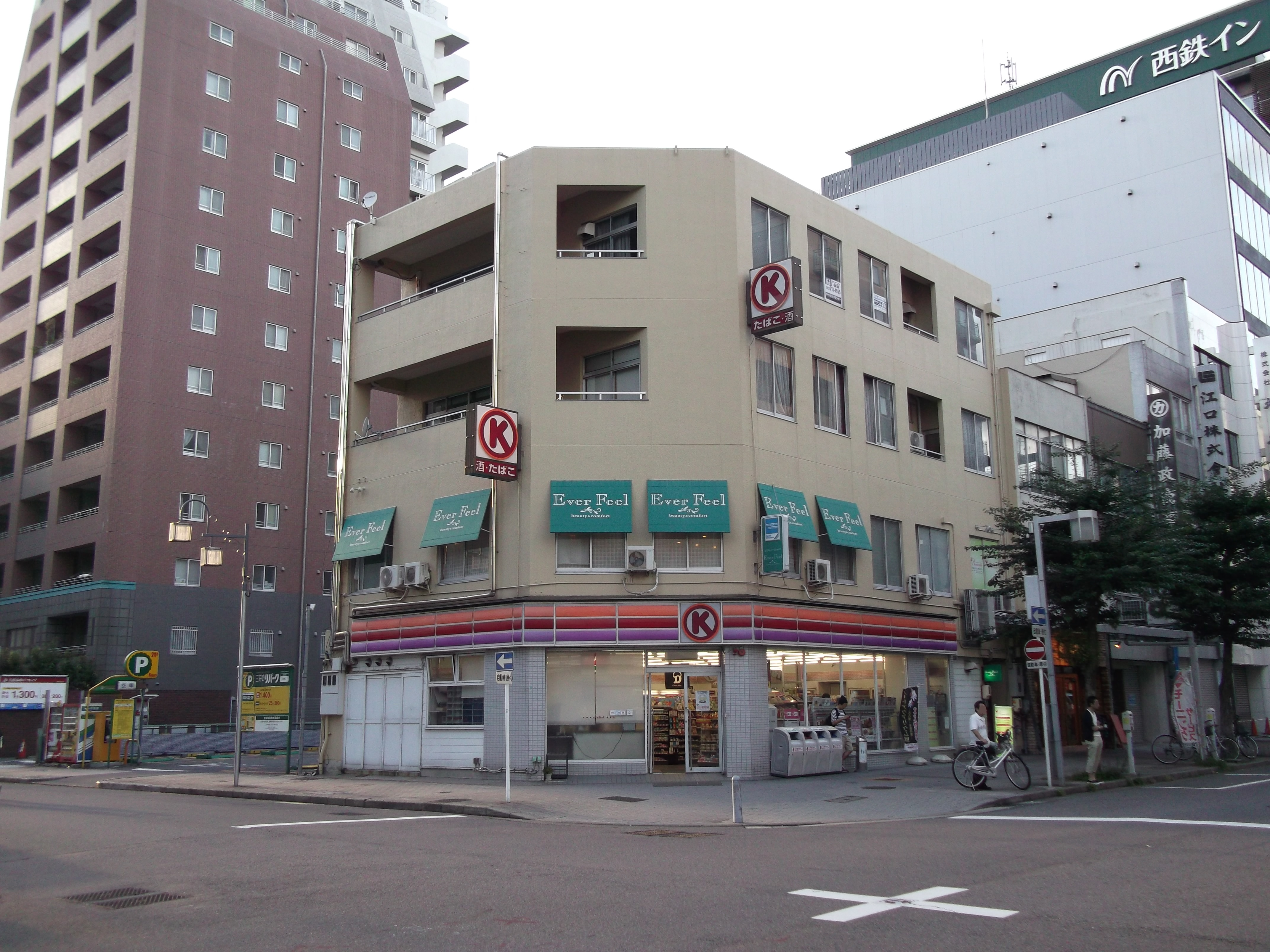
「大野屋惣八」創業地（2014年9月）

貸本屋としての創業は1765年（明和2年）とする説と、1767年（明和4年）とするものがある。屋号の大野屋は創業者が知多郡大野村（現常滑市）出身であることに由来する。最初から貸本屋専業だったわけではなく、1830年（天保元年）頃までは酒屋、1754年（宝暦4年）からは薬屋を併せた。薬屋は1879年（明治12年）頃まで営業していた。酒屋としての二代目にあたる江口新六が趣味で蒐集したものを、惣八が貸本屋として整えた。初代惣八は元々個人的に蒐集していた書籍を人に見せているだけだったが、2代目が料金を定めたという。見料を定めたのは1845年（弘化2年）のことであり、それまでは無料で貸し出していたことになる。3代目に全盛を迎えたものの、4代目で終焉を迎えた。初代以来の蔵書は一切売却しないという方針が堅持され、廃業時には2万冊の蔵書を誇ったという。蔵書は小説だけでなく、漢籍から娯楽書の類まで幅広く取りそろえ、利用客も武士から町人まで各階層に及んだという。また、曲亭馬琴も訪れており、「胡月堂」の扁額を揮毫したという。明治に至って坪内逍遙や水谷不倒なども利用した。特に坪内は自ら「大惣は私の芸術心作用の唯一の本地、すなわち〈心の故郷〉であった」（「少年期に観た歌舞伎の追憶」）とまで述べている。廃業時期ははっきりしない。膨大な蔵書は帝国図書館（現国立国会図書館、約3500部）・東京帝国大学・京都帝国大学（現京都大学、約3700部）・東京高等師範学校（現筑波大学、約500部）・東京専門学校（現早稲田大学）などに吉川弘文館を仲介して分譲され、震災等により一部が失われたものの現在まで伝わっている。

## 所在地の変遷
- 創業時 - 長島町六丁目本重町西北角[9]
- 寛政12年（1800年） - 伝馬町六丁目長者町西角[9]
- 享和2年（1802年）11月[5] - 長島町五丁目西側・田町[9]

## 歴代主人

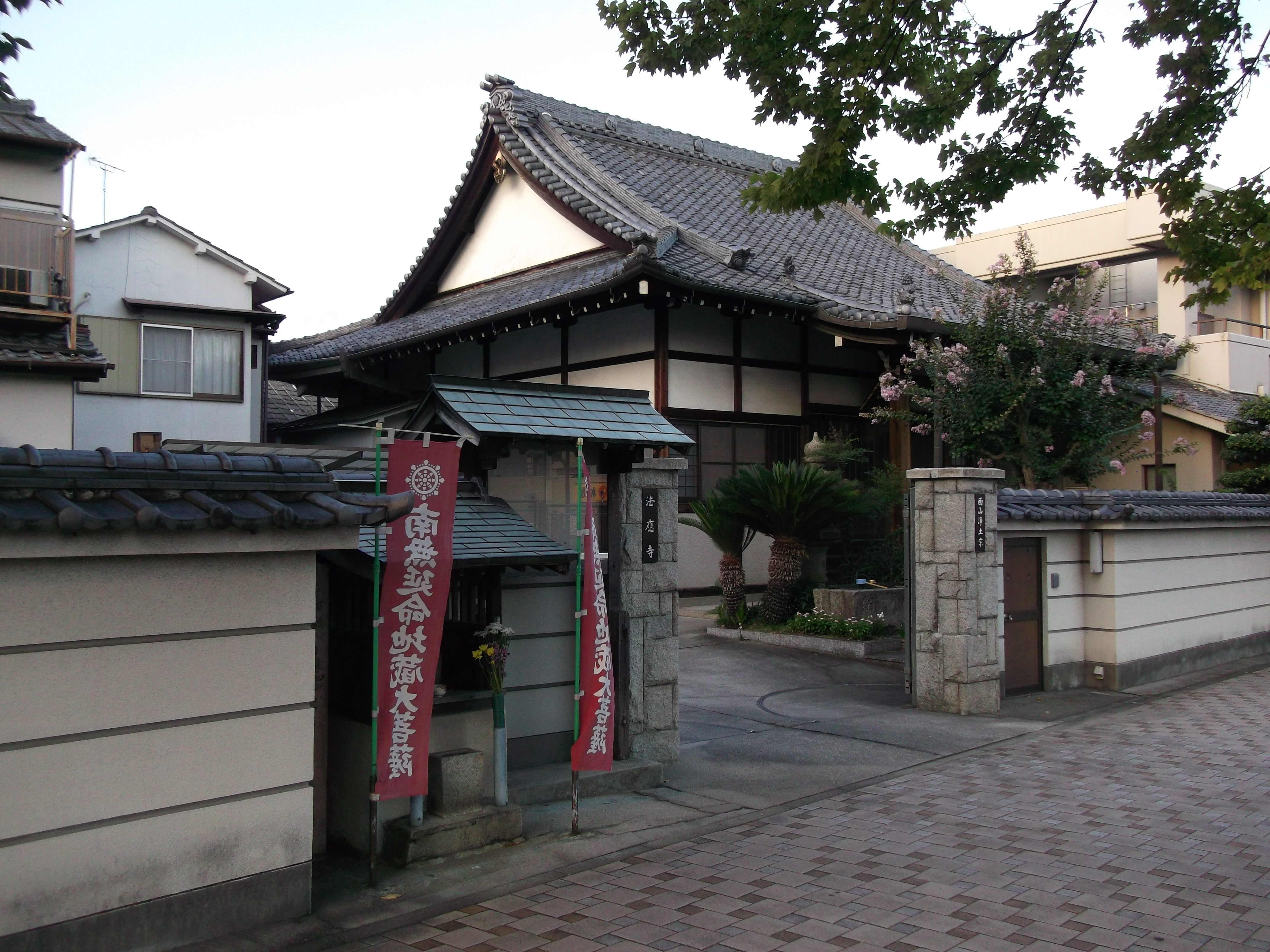
現在の法応寺（2014年9月）

### 初代惣八
享保13年（1728年）生まれ。初めは新六を称する。幼名は富太郎、胡月堂と号した。樽屋町（現名古屋市西区城西・花の木・浅間の各一部）において、薬屋の三代目として商売をしていたが、本重町に移転の後、破産。岐阜の兄紙屋喜兵衛の援助などにより、数百冊の本を購入した上で貸本屋を伝馬町長島町角に創業した。文化8年（1811年）11月4日没。石切町（現名古屋市中区栄・大須の各一部）法応寺（のち移転し、名古屋市千種区青柳町）に葬られる。法名は心光浄覚信士。

### 二代惣八
明和3年（1766年）10月26日生まれ。初代惣八の四男にあたる人物。名は清次郎だったが、後に惣八を襲名する。文政7年11月12日、支店を鉄砲町蒲焼町西北角に出店する。弘化4年（1847年）7月11日没。同じく法応寺に葬られる。法名は鶴翁齢忝信士。

### 三代惣八
享和2年11月4日（1802年）生まれ。二代惣八の二男にあたる。幼名は銕次郎。初めは惣八を名乗るが、後に清兵衛に改名。1873年（明治6年）6月29日没。法名は清山。

### 四代目
文久元年（1861年）9月26日生まれ。三代目の二女の息子。惣太郎を名乗る。1897年（明治30年）9月24日没。

### 四代目の妻ゑい
夫惣太郎が1897年（明治30年）に亡くなったあと、店を継ぐが、1899年（明治32年）に廃業を決意した。常連客でもあった坪内・水谷らが蔵書の処分に携わり、1917年（大正6年）に完全に残務処理を終えた。

## 現存する大惣旧蔵書
- 東京大学文学部国語研究室大総文庫 - 歌舞伎台帳301部1218冊・浄瑠璃本639部冊・噺本132部275冊[15]。大総文庫は1923年の関東大震災で大半が目録とともに焼失した。ただし、文学部国語研究室に保存されていた文庫の一部が焼失を免れ、歌舞伎台帳（書名あ～す）、浄瑠璃本、噺本（咄本）等が現存する。目録が「大総文庫院本目録」「大総文庫歌舞伎台帳目録」「大総文庫噺本目録」として『東京大学文学部国語研究室所蔵古写本・古刊本目録』（1986年、177–214頁）に収録されている[16]。なお、焼失した歌舞伎台帳（書名せ～わ）の主要な書目については「国語研究室焼失主要書目録」として『国語と国文学』（1巻3号、1924年、100–102頁）に掲載されている。
- 京都大学大惣本

### 書籍
- 坪内雄蔵『劇壇の最近十年』米山堂、1917年。
- 坪内逍遙『少年時に観た歌舞伎の追憶』日本演芸合資会社出版部、1920年。
- 坪内逍遙『芝居絵と豊国及其門下』春陽堂、1920年。
- 坪内逍遙、渥美清太郎 編『歌舞伎脚本傑作集 第3巻』春陽堂、1921年。
- 水谷不倒『明治大正古書価之研究』駿南社〈古書研究叢書 第1〉、1933年。
- 水谷不倒『古書の研究』駿南社〈古書研究叢書 第2〉、1934年。
- 安藤直太朗『郷土文化論集』安藤直太朗先生古稀記念出版会、1973年。
- 安藤直太朗「大惣」『愛知百科事典』中日新聞社、1976年。
- 水谷不倒『水谷不倒著作集 第6巻』中央公論社、1975年。
- 水谷不倒『水谷不倒著作集 第7巻』中央公論社、1974年。
- 水谷不倒『水谷不倒著作集 第8巻』中央公論社、1977年。
- 朝倉治彦『貸本屋大惣』日本古書通信社〈こつう豆本〉、1977年。
- 有限会社平凡社地方資料センター 編「大野屋惣八店跡」『日本歴史地名大系第23巻 愛知県の地名』平凡社、1981年。ISBN 978-4582490237。
- 柴田光彦 編著『大惣蔵書目録と研究 : 貸本屋大野屋惣兵衛旧蔵書目 本文篇 (日本書誌学大系27-1)』青裳堂書店、1983年。
- 柴田光彦 編著『大惣蔵書目録と研究 : 貸本屋大野屋惣兵衛旧蔵書目 索引篇 (日本書誌学大系27-2)』青裳堂書店、1983年。
- 財団法人逍遙協会『坪内逍遙事典』平凡社、1986年。ISBN 4-582-11602-7。
- 日野龍夫 著「解説」、京都大学附属図書館 編『京都大学蔵大惣本目録 第1分冊』1988年。
- 「角川日本地名大辞典」編纂委員会 編『角川日本地名大辞典 23 愛知県』角川書店、1989年。ISBN 4-04-001230-5。
- 太田正弘『尾張出版文化史』六甲出版、1995年。ISBN 4-947600-59-4。
- 森井勝也 著「第九節 文化人たちも集った貸本屋「大惣」」、名古屋市中区役所 編『名古屋市中区誌』名古屋市中区役所、2010年。

### WEBサイト
- 安永美恵. “朝日日本歴史人物事典 大野屋惣八”.   朝日新聞出版. 2014年9月2日閲覧。
- 東京大学大学院人文社会系研究科・文学部図書室. “文庫コレクション”. 2014年9月3日閲覧。